# Hyperdrama (álbum)
Hyperdrama es el cuarto álbum de estudio del duó francés de música electrónica Justice, lanzado el 26 de abril de 2024 bajo el sello discográfico de Ed Banger Records y Because Music. Es su primer álbum de estudio después de 7 años sin sacar material nuevo, después de haber realizado su álbum Woman de 2016. El álbum fue precedido por los sencillos "One Night/All Night" junto con Tame Impala, y "Generator", los cuales fueron promocionados junto con su anuncio, seguido por "Incognito", después salió "Saturnine" junto con Miguel, y el día del lanzamiento salió "Neverender"; otra colaboración con Tame Impala. 
Hyperdrama ha recibido generalmente críticas positivas. Algunos críticos elogian la ambición y los ganchos pegadizos del álbum, mientras que otros lamentaron la ausencia de la energía cruda de su primer trabajo.
El dúo inició una gira por Norteamérica y Europa para promocionar el álbum desde abril hasta Diciecmbre de 2024, comenzando con una participación en el festival de Coachella.

## Desarrollo y Producción
El título del álbum fue anunciado el 18 de enero de 2024. En un comunicado emitido con el anuncio oficial del álbum una semana después, Justice dijo que "Siempre hemos tocado música "Disco/funk y electrónica y han estado con nosotros desde que empezamos a tocar juntos. En Hyperdrama, nosotros los hacemos coexistir, pero no de forma pacífica. Nos gusta la idea de hacerlos luchar un poco por llamar la atención". Con respecto a "One Night/All Night", explicaron que "oscila entre pura música electrónica y pura música disco, pero nunca se obtienen las dos al mismo tiempo", y querían que sonara como una "iteración disco con Kevin Parker". En "Incognito", el dúo dijo que "tuvieron que desaprender todo" que sabían sobre las estructuras de las canciones cuando comenzaron a trabajar en el álbum, lo cual, según ellos, fue "muy refrescante".

## Críticas
Hyperdrama ha recibido un porcentaje de 69 sobre 100 en el agregador de reseñas de Metacritic basado en ocho críticas, en su página de internet lo calificaron con una recepción "generalmente favorable". ." En una crítica calificada con 5 estrellas, Thomas Smith de NME llamo al álbum "un lanzamiento taquillero que cumple con las expectativas: llamativo, exagerado y con ganas de hacer un espectáculo". 
Rhys Morgan de la revista The Skinny encontró al álbum ser una reminiscencia del álbum de  Daft Punk Human After All del 2005. Continuó diciendo que si bien algunos pueden encontrar el tema de apertura ("Neverender") discordante con su paisaje sonoro de ensueño seguido de tonos más oscuros, el álbum finalmente encuentra su ritmo a través de una "acuarela de synthwave" y "un recortado sonido de French house", haciendo que culmine en una satisfactoria fusión. Mason Oldridge de The Independent señaló que Hyperdrama combina música disco y funk con el sonido electrónico característico de Justice. Si bien se mostró favorable a la colaboración de Tame Impala "One Night/All Night", criticó el sonido generalmente "más ligero" del álbum en comparación con los lanzamientos anteriores del grupo como su álbum debut, que dijo que podría decepcionar a los fanáticos que prefieren sus ritmos más pesados.
Revisando el álbum para la revista Pitchfork, Philip Sherburne lo llamó "elegantemente aerodinámico" y "elegantemente equipado", pero comentó que "Justice nunca ha sonado más pulido" y "la tensión real, el tipo de fricción que alguna vez hizo que la música de Justice pareciera tan vital, es frustrantemente difícil de encontrar". Asimismo, la crítica mixta de Ammar Kalia para The Observer comentó que Justice "se encuentra demasiado pulido y brillante" en "Hyperdrama" y está "en un terreno menos estable" durante momentos más suaves como la canción "One Night/All Night", donde el falsete del vocalista invitado Kevin Parker queda ahogada por la instrumentación de acompañamiento. Jason Heffler de EDM.com elogió la dirección del álbum y señaló que Justice "trasciende los placeres simples de la música corporal para hablar de las tragedias, los triunfos y las complejidades agridulces que se ciernen sobre la liberación eufórica de la pista de baile" y "sangran franqueza y anhelo inquieto sin abandonar sus raíces"."

## Lista de Canciones
| N.º | Título                                  | Duración |  |
| 1.  | «Neverender» (con Tame Impala)          | 4:26     |  |
| 2.  | «Generator»                             | 4:42     |  |
| 3.  | «Afterimage» (con Rimon)                | 4:05     |  |
| 4.  | «One Night/All Night» (con Tame Impala) | 4:36     |  |
| 5.  | «Dear Alan»                             | 5:33     |  |
| 6.  | «Incognito»                             | 4:01     |  |
| 7.  | «Mannequin Love» (con The Flints)       | 3:27     |  |
| 8.  | «Moonlight Rendez-vous»                 | 2:00     |  |
| 9.  | «Explorer» (con Connan Mockasin)        | 4:09     |  |
| 10. | «Muscle Memory»                         | 4:10     |  |
| 11. | «Harpy Dream»                           | 0:28     |  |
| 12. | «Saturnine» (con Miguel)                | 3:21     |  |
| 13. | «The End» (con Thundercat)              | 4:14     |  |

Notes
- "One Night/All Night" contiene una interpolación de "Go With the Flow" compuesto por Jorn C. J. Hanneman.
- "Dear Alan" contiene un sample de "Dear Brian" de Chris Rainbow, escrito y compuesto por Christopher James Harley.